# Social distansering
| Social distansering (Fysisk distansering) |
| --- |
| Möte med Taiwans president Tsai Ing-wen 2 mars 2020. Handskakningen ersätts med hälsning på avstånd. - Betydelse – samhällsvid undvikan av närkontakt mellan människor för att förhindra smittspridning - Bakgrund – 2011, 2020 (från engelskans social distancing) - Alternativt namn – fysisk distansering - Relaterade begrepp – cordon sanitaire, karantän, smittskydd |

Social distansering eller fysisk distansering (även känt som kontaktundvikande) är icke-medicinska åtgärder för att hejda eller sakta ner smittspridning av infektionssjukdomar inom en befolkning. Begreppet syftar på undvikande av normala sociala kontakter och kan beskrivas som fysisk distansering i sociala sammanhang. I samband med epidemiförebyggande smittskyddsåtgärder kan detta kompletteras med rekommendationer om skärpt hygien (till exempel handtvätt). Begreppet fick hög aktualitet i samband med smittskyddsåtgärder under Covid-19-pandemin.
Ett relaterat begrepp är karantän, som påverkar en mindre grupp människor som riskerar sprida smitta. Social distansering ska inte heller blandas samman med social utfrysning, som är en form av mobbning.

## Funktion
Social distansering är effektivast vid infektioner som smittar via luftburna droppar från hosta eller nysningar, via direkt fysisk kontakt inklusive sexuella kontakter, via indirekt fysisk kontakt genom beröring av besmittade ytor, eller via luften om smittämnet kan hålla sig levande i luften en längre tid.
Social distansering är ofta mindre effektiv när infektionen i första hand sprids via smittade livsmedel eller genom vektorer (exempelvis myggor, fästingar eller andra insekter).

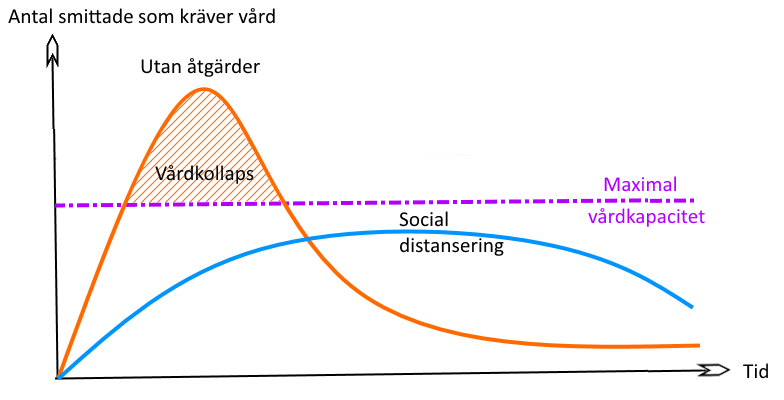
Skillnad mellan okontrollerad smittspridning och smittspridning vid förebyggande åtgärder – båda jämförda med tillgänglig vårdkapacitet. Det totala antalet smittade är detsamma i bägge fallen.

Beslutsamt genomförda förebyggande åtgärder kan bromsa upp eller åtminstone jämna ut de akuta effekterna av en epidemi eller pandemi. Detta kan vara bra när en epidemi riskerar att lägga beslag på alla tillgängliga sjukvårdsresurser. Å andra sidan kan de ekonomiska och sociala effekterna bli stora, när verksamheter i ett samhälle läggs på is och människor stängs ute från normala sociala aktiviteter.

## Historia
Det har genom den mänskliga historien varit vanligt att isolera sjuka när man upptäckt att just en viss sjukdom (som spetälska) sprider sig från människa till människa. Först i och med upptäckten av patogener och förståelsen av hur de sprids kunde dock generella förebyggande åtgärder föreslås.
Vid Ryska snuvan runt 1889–1890 fastslog svenska läkare i samarbete med meteorologer att smittan inte färdades med vinden, men däremot längs järnvägarna eftersom distrikts- och provinsialläkare noterat att det bland de första fallen i varje ort fanns just järnvägspersonal. Inga särskilda åtgärder tycktes dock behövliga då Ryska snuvan visserligen var smittsam (en läkare rapporterade att runt 60 procent av invånarna blivit sjuka) men normalt inte var av allvarlig art.
Spanska sjukan var förödande, med många döda i yrkesverksam ålder. Uppgifter saknas om eventuella smittskyddsåtgärder, även om det finns bilder på marscherande soldater iförda gasmask som skydd.
Med ett undantag medförde varken Asiaten eller Hongkonginfluensan införda begränsningar i sociala kontakter annat än att de akut sjuka höll sig hemma, och därigenom förorsakade lokala stängningar av skolor, politiska församlingar och liknande. Undantag gällde vissa sjukhus som införde totalt besöksförbud i syfte att hålla smittan borta, inte minst ifrån personalen då de många sjukskrivningarna lett till brist inom vissa personalkategorier.
Hans Rosling beskriver i sin bok Factfulness hur borgmästaren i Nacala i Moçambique 1981 beordrade vägspärrar i Memba för att begränsa en befarad smittspridning; det hela visade sig dock vara kassava-förgiftning.
Under senare delen av 1900-talet började råd om smittskydd att spridas allmänt, i Sverige inte minst rörande vinterkräksjukan i efterdyningarna av finanskrisen i början av 1990-talet. Då rörde det sig främst om hygieniska föreskrifter som handtvätt efter toalettbesök och före måltider, att hålla för munnen eller att när man hostar eller nyser göra detta i armvecket. Råden gällde även vikten av att hålla sig hemma tills man inte längre sprider smitta och att helst helt undvika kontakter med hushåll där det fanns sjuka. Själva begreppet social distansering och  restriktioner därom kom dock inte förrän på 2000-talet.
| Vänster: Avstånd mellan köande i Valencia under 2020 års coronapandemi. Höger: Zonmarkeringar i nederländskt snabbköp, 2020. |  | Vänster: Avstånd mellan köande i Valencia under 2020 års coronapandemi. Höger: Zonmarkeringar i nederländskt snabbköp, 2020. |
| Vänster: Avstånd mellan köande i Valencia under 2020 års coronapandemi. Höger: Zonmarkeringar i nederländskt snabbköp, 2020. |  | |

Från upptäckten av SARS började restriktioner vid globala epidemier bli vanligare, även om det dröjde till 2020 års coronaviruspandemi innan de för första gången tillämpades i Sverige. Även internationellt försökte man hejda smittspridningen genom införda begränsningar för större folksamlingar, stängda skolor, stoppad industriproduktion, uppskjutna eller inställda idrottsevenemang samt karantän av både miljonstäder och hela länder.
I samband med coronaviruspandemin 2020 kunde fysiska möten och resor i länder med god tillgång till internet i många fall ersättas med distansundervisning, distansarbete och videokonferenser. I sådana fall ersätts de normala verksamheterna ofta av fysisk och inte social distansering, eftersom nätverkande via internet (och telefon) fortfarande är en form av sociala aktiviteter. En undersökning genomförd av Internetstiftelsen år 2020 visade bland annat att 1 av 4 svenskar hade under pandemins första år deltagit i undervisning på distans som ursprungligen var avsedd att ske i ett fysiskt klassrum eller motsvarande. Vidare hade 36 procent av svenskarna haft digitala videoträffar med familj och släktingar, 19 procent deltagit i digital afterwork med kollegor eller vänner och 23 procent deltagit i kulturevenemang live online som ett led i den rekommenderade sociala distanseringen.

## Definitioner och etymologi
Begreppet social distansering är ett översättningslån från engelskans social distancing. Första gången uttrycket påträffas på svenska är i Expressen 2011, men det vann allmän spridning 2020 i samband med corona-rapporteringen. I sammanhanget avser engelskans "social" snarast "samhällsvid" eller "allmän", och det är i praktiken en fysisk distansering vid de vardagliga interaktionerna människor emellan, eftersom det sociala umgänget via telefon och internet inte påverkas. Social distansering ska inte heller blandas samman med social utfrysning, som är en sorts mobbning och informell bestraffning mot misshagliga individer eller grupper i ett samhälle.
I april 2020 rekommenderade Världshälsoorganisationen begreppet fysisk distansering, eftersom de sociala kontakterna under en pandemi blev än viktigare än annars.
Social distansering är en form av smittskydd – det senare en term som inkluderar både icke-medicinska och medicinska åtgärder (exempel: vaccination) för att förhindra spridningen av en smitta. En annan liknande term är karantän, som dock innebär att en mindre grupp människor som misstänks kunna vara infekterade tillfälligt isoleras tills det kan anses att de inte längre riskerar att sprida smitta. I samband med epidemier eller pandemier kan strikta smittskyddsåtgärder dock innebära att en hel eller stora delar av en befolkning försätts i en sorts karantän.
I samband med en individs sociala kontaktproblem talar man ofta istället om begrepp som social isolering och känslomässig isolering.

## Bildgalleri
- Norsk affisch med rekommendationer, 2020.

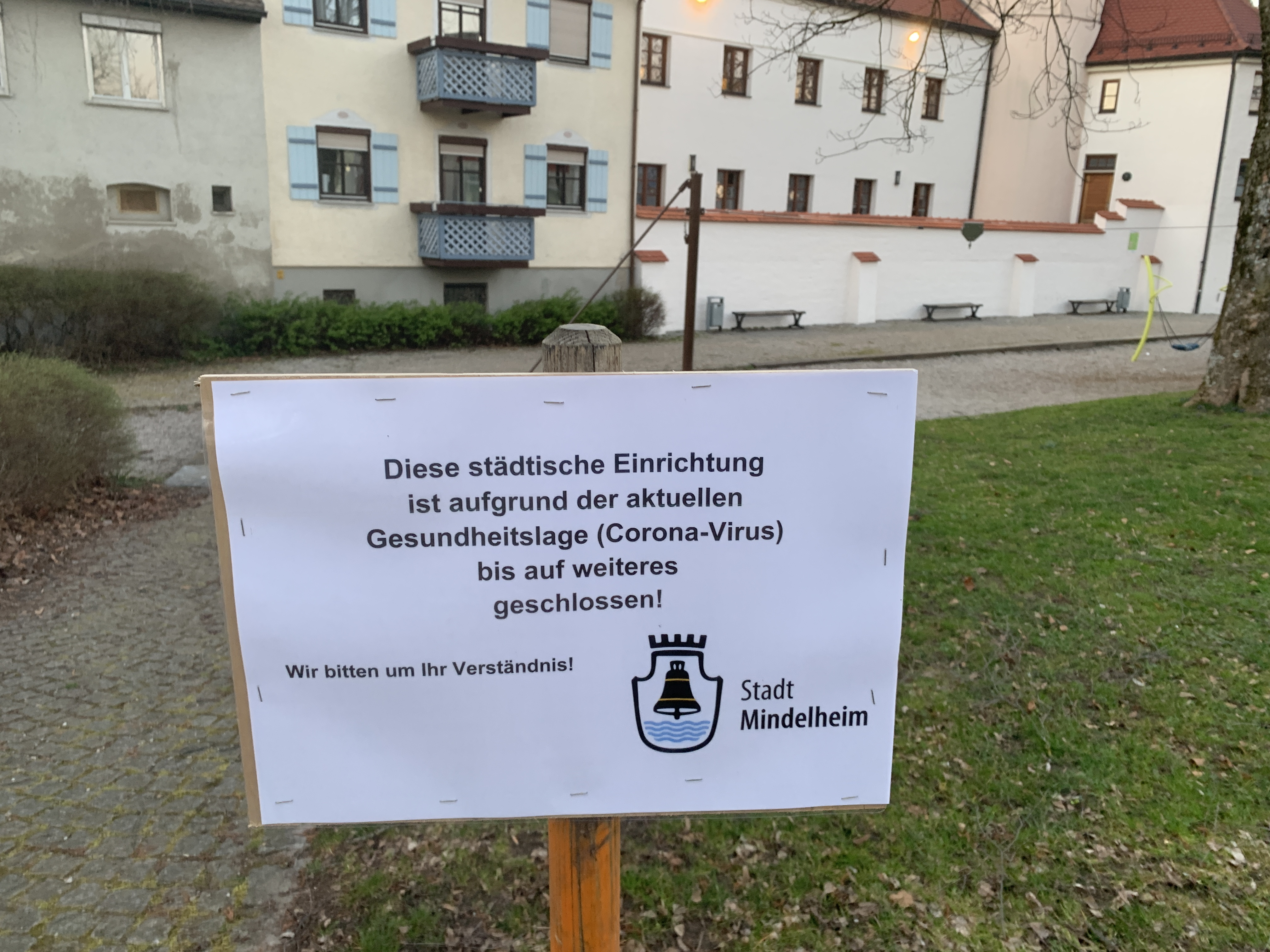
Tysk skyltning om avstängd lekplats, 2020.
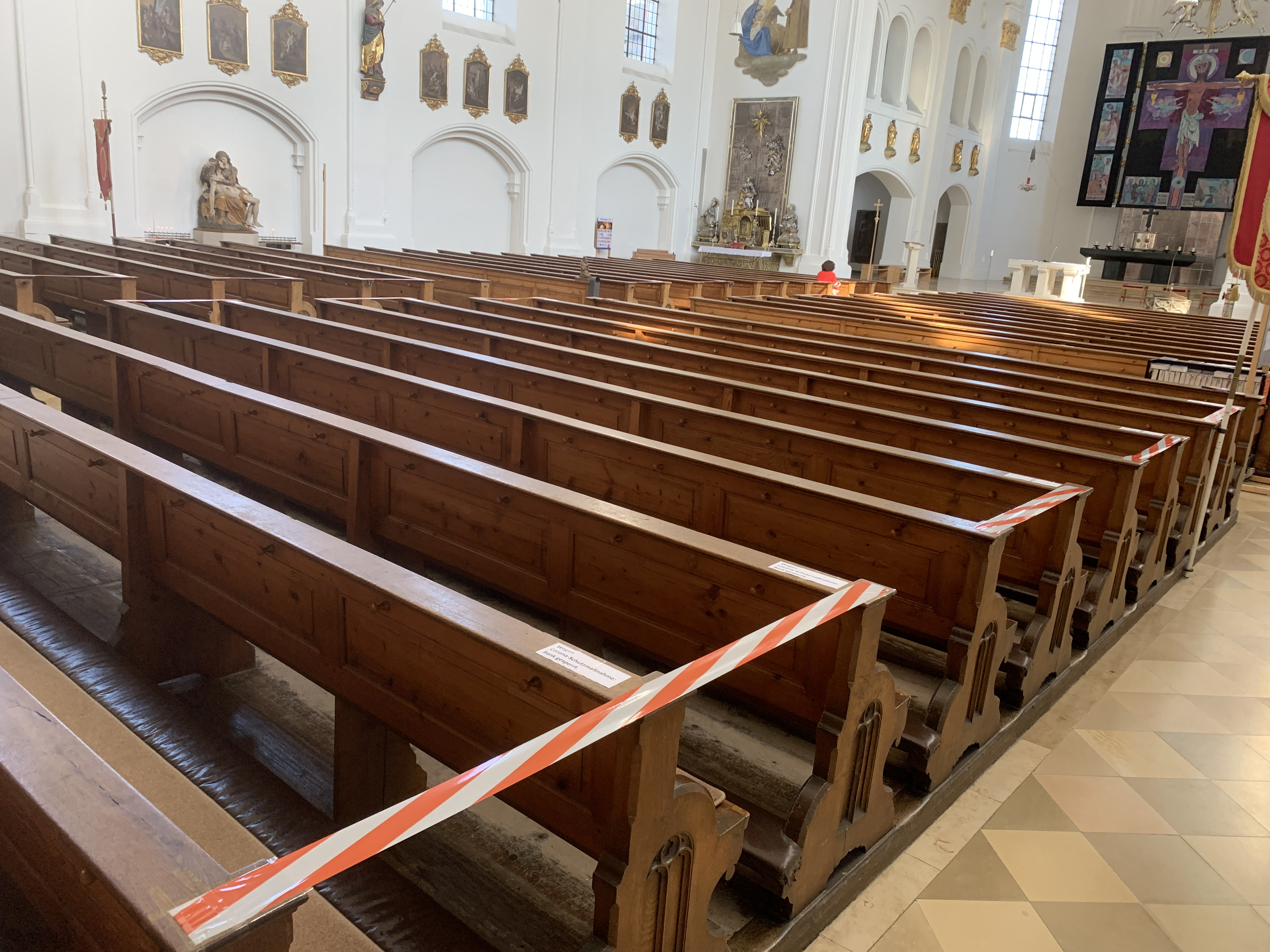
Avstängda bänkrader i tysk kyrka, 2020.
- Skylt i Westerpark, Amsterdam, med uppmaning att hålla sig inomhus och hålla avstånd till andra